# Karol Dombrovski
Pour les articles homonymes, voir Dąbrowski.
Karol Dombrovski, né le 8 juin 1991 à Vilnius, est un biathlète lituanien, d'origine polonaise. 

## Biographie
Karol Dombrovski commence à représenter la Lituanie au niveau international lors de la saison 2008-2009 dans l'IBU Cup et les Championnats du monde jeunesse. Un an plus tard, il est appelé à disputer son premier relais en Coupe du monde à Östersund.
Il attend les Championnats du monde 2011 pour faire ses débuts individuels dans l'élite, pour prendre la 65e du sprint.
En 2016, il est quatrième de la poursuite des Championnats du monde de biathlon d'été, son meilleur résultat international jusque là.
En décembre 2018, il marque ses premiers points en Coupe du monde avec une 25e place à l'individuel de Pokljuka.
En relais,il court le plus souvent avec Vytautas Strolia et Tomas Kaukenas représentant la Lituanie.

## Palmarès

### Championnats du monde
| Épreuve / Mondiaux        | Individuel | Sprint | Poursuite | Départ en masse | Relais | Relais mixte | Relais simple mixte              |
| 2011 Khanty-Mansiïsk      | —          | 64e    | —         | —               | 25e    | —            | Épreuve inexistante à cette date |
| 2012 Ruhpolding           | 92e        | 118e   | —         | —               | 21e    | —            | Épreuve inexistante à cette date |
| 2013 Nové Město na Moravě | 79e        | 72e    | —         | —               | 24e    | 24e          | Épreuve inexistante à cette date |
| 2015 Kontiolahti          | 93e        | 68e    | —         |                 | 23e    | 23e          | Épreuve inexistante à cette date |
| 2016 Holmenkollen         | 52e        | 95e    | —         | —               | 23e    | —            | Épreuve inexistante à cette date |
| 2017 Hochfilzen           | 66e        | 95e    | —         | —               | 25e    | —            | Épreuve inexistante à cette date |
| 2019 Östersund            | 51e        | 63e    | —         | —               | 21e    | 24e          | 25e                              |
| 2020 Antholz-Anterselva   | 30e        | 50e    | 48e       | —               | 24e    | 16e          | 24e                              |
| 2021 Pokljuka             | 37e        | 39e    | 48e       | —               | 25e    | 17e          | —                                |
| 2023 Oberhof              | DNS        | 85e    | —         | —               | 16e    | 18e          | —                                |

Légende :
- : épreuve inexistante
- — : non disputée par Dombrovski
- DNS : non partant

### Coupe du monde
- Meilleur classement général : 66e en 2021.
- Meilleur résultat individuel : 25e.

#### Classements en Coupe du monde
| Saison    | Classement général final | Individuel | Sprint | Poursuite | Mass start |  |
| 2010-2011 | nc                       |            | nc     |           |            |  |
| 2011-2012 | nc                       | nc         | nc     |           |            |  |
| 2012-2013 | nc                       | nc         | nc     |           |            |  |
| 2013-2014 | nc                       | nc         | nc     | nc        |            |  |
| 2014-2015 | nc                       | nc         | nc     |           |            |  |
| 2015-2016 | nc                       | nc         | nc     | nc        |            |  |
| 2016-2017 | nc                       | nc         | nc     | nc        |            |  |
| 2017-2018 | nc                       | nc         | nc     |           |            |  |
| 2018-2019 | 86e                      | 55e        | nc     |           |            |  |
| 2019-2020 | 73e                      | 43e        | 80e    | nc        |            |  |
| 2020-2021 | 66e                      | 54e        | 72e    | 67e       |            |  |
| 2021-2022 | nc                       | nc         | nc     |           |            |  |
| 2022-2023 | 70e                      | nc         | 54e    | 71e       |            |  |
| 2023-2024 | nc                       | nc         | nc     |           |            |  |
| 2024-2025 | nc                       | nc         | nc     |           |            |  |